# Doktor House (7. évad)
A Doktor House hetedik évadát 2010. szeptember 20-án kezdte vetíteni az amerikai Fox televízió. Az eredeti tervekhez képest a Fox rendelt még egy részt, így az évad 23 epizódból áll, s a szezon 2011. május 23-án ért véget.
A magyar vetítés 2011. március 2-án kezdődött a TV2-n, a már szokásosnak mondható szerdai időpontban.
Az évad, mely új főcímmel indult  főleg House és Cuddy párkapcsolati örömei és problémái körül forog, érdekessége továbbá, hogy Tizenhármas rejtélyesedve eltűnik (hogy majd a 18. részben - mely egyben a 150. epizód volt - feltűnjön újra), s ezáltal új szereplő kerül ideiglenesen a csapatba.

## Szereplők
- Hugh Laurie (Dr. Gregory House) – magyar hangja Kulka János
- Lisa Edelstein (Dr. Lisa Cuddy) – magyar hangja Györgyi Anna
- Omar Epps (Dr. Eric Foreman) – magyar hangja Holl Nándor
- Robert Sean Leonard (Dr. James Wilson) – magyar hangja Varga Gábor
- Jesse Spencer (Dr. Robert Chase) – magyar hangja Fekete Zoltán
- Peter Jacobson (Dr. Chris Taub) – magyar hangja Kapácsy Miklós
- Olivia Wilde (Dr. Remy 'Tizenhármas' Hadley) (1.,és 18–23. epizódokban) – magyar hangja Kéri Kitty
- Amber Tamblyn (Martha M. Masters) (6-19. epizódokban) – magyar hangja Haumann Petra

## Cselekmény
|  | Alább a cselekmény részletei következnek! |

| 1 | Now what? / Most mi lesz?                        | Varangyikra-mérgezés                                                                           | 2010. szeptember 20. / 2011. március 2.  |
| Miután House és Cuddy végre bevallják egymásnak az érzelmeiket, úgy döntenek, hogy próbaképpen egy teljes napot töltenek együtt House apartmanjában. Eközben a kórház egyetlen idegsebésze súlyos állapotba kerül, amellyel a csapat igyekszik megbirkózni, ám akkora a fejetlenség Cuddy és House távollétében, hogy mindez akár a Princeton jó hírnevébe is kerülhet...                                                                           |                                                  |                                                                                                |                                          |
| 2 | Selfish / Önző                                   | Sarlóssejtes génhordozó                                                                        | 2010. szeptember 27. / 2011. március 9.  |
| Egy szívelégtelenségben szenvedő fiatal lányt életveszélyes állapotban szállítanak be a Plainsboro Klinikára. House persze új lendületet kap a különleges esettől, és kísérletezni kezd a betegen, hogy vajon mi okozhatja nála a szívelégtelenség tüneteit. Cuddy azonban közbeszól, ami kettejük kapcsolatába némi feszültséget hoz... |                                                  |                                                                                                |                                          |
| 3 | Unwritten / Íratlan                              | Post-traumatikus syringomyelia                                                                 | 2010. október 4. / 2011. március 16.     |
| Egy népszerű gyermekregény-írónő öngyilkosságot kísérel meg, amely felkelti House figyelmét, ugyanis nagy rajongója a nő könyveinek. Doktor House személyesen keresi fel őt, és intézi el a pszichiátriai kezelését, majd különös alkut ajánl a számára. Eközben azon is komolyan aggódik, hogy vajon van-e biztos, közös jövőjük Cuddy-val... |                                                  |                                                                                                |                                          |
| 4 | Massage Therapy / Masszázsterápia                | Skizofrénia                                                                                    | 2010. október 11. / 2011. március 23.    |
| Az orvoscsapat legújabb páciense egy családos nő, aki megmagyarázhatatlan gyomorfájdalomtól szenved és állandó hányinger gyötri. Eközben Cuddy tudomást szerez arról, hogy House még mindig tartja a kapcsolatot a masszázsterapeuta barátnőjével. |                                                  |                                                                                                |                                          |
| 5 | Unplanned Parenthood / Nem könnyű anyának lenni! | Bőrrák, tüdőrák                                                                                | 2010. október 18. / 2011. március 30.    |
| Egy újszülött kisbaba súlyos májelégtelenségben szenved, és a csapat döbbenten tapasztalja, hogy az édesanya, Abbey vére nyújt számára átmeneti gyógymódot. Természetesen közben mindent megtesznek azért, hogy rájöjjenek Kayla tüneteinek valódi okára, és a kezelésének lehetőségeire is. Ezalatt House és Wilson Cuddy lányára vigyáznak, és rájönnek, hogy a szülői szerepet nem nekik találták ki...                                          |                                                  |                                                                                                |                                          |
| 6 | Office Politics / Hivatali politika              | Hepatitis C                                                                                    | 2010. november 8. / 2011. április 6.     |
| Cuddy megunja, hogy House túlhajszolja a csapatát, ezért ragaszkodik hozzá, hogy vegyen fel egy új embert. A jelölt egy harmadéves orvostanhallgató zseni; House viszont mindent elkövet, hogy pokollá tegye az újonc életét, miközben egy politikai tanácsadó furcsa tünetekkel járó májbetegségével is meg kell küzdeniük... |                                                  |                                                                                                |                                          |
| 7 | A Pox on our House / Fekete, akár a himlő        | Rickettsia-himlő                                                                               | 2010. november 15. / 2011. április 13.   |
| Egy lányt hoznak be a klinikára, magas lázzal és bevérzett szemmel. Fekete-himlőt diagnosztizálnak nála, amely azért is furcsa, mert harminc éve nem fordult elő ilyen megbetegedés. Kiderül, hogy az alany a Bermudákon nyaralt és egy elsüllyesztett rabszolgahajó közelében búvárkodott, amelyen régen a halálos járvány ütötte fel a fejét. A megfejtendő rejtély, hogy a kór hogy élhetett túl csaknem 200 évet, ráadásul vízzel érintkezve... |                                                  |                                                                                                |                                          |
| 8 | Small Sacrifices / Kis áldozatok                 | Akut malignus SM                                                                               | 2010. november 22. / 2011. április 20.   |
| Taub féltékeny a felesége új barátjára. Az orvoscsapat egy keresztre feszített férfit is próbál meggyógyítani... |                                                  |                                                                                                |                                          |
| 9 | Larger than Life / Az élet súlya                 | Bárányhimlő                                                                                    | 2011. január 17. / 2011. április 27.     |
| Egy férfi megmenti egy nő életét a metróban, ezután rosszul lesz, ezért a kórházba szállítják. Az illető hősködését House ostobaságnak tartja, de neki és csapatának fogalma sincs, hogy mi a férfi betegsége. Cuddy anyja eléri, hogy láthassa unokáját, és találkozik House-szal is. |                                                  |                                                                                                |                                          |
| 10 | Carrot or Stick / Jutalom vagy büntett           | Változó Porfiria (Driscoll, Park)                                                              | 2011. január 24. / 2011. május 4.        |
| Cuddy a lányát egy elit-óvodába akarja beíratni, de House úgy véli: a kislány nem elég okos ahhoz, hogy bekerüljön az intézménybe. Egy kiképző-őrmester hirtelen összeesik egy bűnözőkkel foglalkozó táborban és a csapat ennek jár utána. |                                                  |                                                                                                |                                          |
| 11 | Family Practice / Családi praxis                 | Kobaltmérgezés                                                                                 | 2011. február 7. / 2011. május 11.       |
| Cuddy édesanyja szívbetegséggel kerül be a klinikára, House nem akarja ellátni. Ez feszültségeket okoz Cuddy és House között. |                                                  |                                                                                                |                                          |
| 12 | You Must Remember This / Erre biztosan emlékszel | McLeod szindróma                                                                               | 2011. február 7. / 2011. május 18.       |
| Egy nő ideiglenes bénulással kerül be a klinikára – a páciens egyébként hihetetlen memóriával rendelkezik. Eközben Taub a patológiai vizsgájára készül és Foreman segít neki. |                                                  |                                                                                                |                                          |
| 13 | Two Stories / Két történet                       | Tüdőben megakadt ételdarab                                                                     | 2011. február 21. / 2011. május 25.      |
| House részt vesz egy általános iskolai karriernapon, ahol elmeséli a gyerekeknek az egyik esetét miszerint egy ember "felköhögte" a tüdejét. |                                                  |                                                                                                |                                          |
| 14 | Recession Proof / Válságbiztos                   | Muckle-Wells szindróma                                                                         | 2011. február 28. / 2011. augusztus 31.  |
| Bert a válság miatt elvesztette a munkáját és titokban egy takarítócégnél dolgozik, ám egy nap rosszul lesz és bekerül a klinikára. Eközben House azzal a problémával viaskodik, hogy a Cuddyval való kapcsolata rosszabb orvossá tette. |                                                  |                                                                                                |                                          |
| 15 | Bombshells / Repeszek                            | Staphyilococcus fertőzés (Ryan), jóindulatú daganat a vesében és antibiotikum allergia (Cuddy) | 2011. március 7. / 2011. szeptember 7.   |
| Cuddy véres vizelete aggodalommal tölti el House-t, de hárítván a bajt, a kivizsgálás alatt nincs Cuddy mellett – aki a sikeresen átvészelt műtét után szakít a férfival. Az aktuális páciens szintén véreset vizel, s Taub meglepően empatikusan viselkedik a meg nem értett kamasszal. |                                                  |                                                                                                |                                          |
| 16 | Out of the Chute / Zuhanás                       | Bartonella okozta mikotikus aneurizma                                                          | 2011. március 14. / 2011. szeptember 14. |
| House egy szállodában szajhákkal és Vicodinnal próbálja átvészelni a szakítást. Eközben a csapat egy bikáról leesett és megtaposott rodeo-bajnok baját igyekszik kideríteni. |                                                  |                                                                                                |                                          |
| 17 | Fall From Grace / Kegyvesztett                   | Felnőttkori Refsum-betegség                                                                    | 2011. március 21. / 2011. szeptember 21. |
| Egy szaglási zavarokkal küzdő hajléktalanról kiderül, hogy többek közt skizofréniája van. House elvesz egy zöld kártyára áhítozó nőt, az esküvő kiborítja Cuddyt. |                                                  |                                                                                                |                                          |
| 18 | The Dig / A múlt titkai                          | Q-láz, Ehlers-Danlos-szindróma(Nina)                                                           | 2011. április 11. / 2011. szeptember 28. |
| House elmegy 13-ért a börtön elé és visszaveszi a csapatba. Közben részt vesznek egy krumplilövő bajnokságon, s kiderül, miért ült 13. A röplabdaedző páciens egy gyűjtögetőmániás nő férje, s valamitől mindketten megbetegednek. |                                                  |                                                                                                |                                          |
| 19 | Last Temptation / Utolsó megkísértés             | Csontrák                                                                                       | 2011. április 18. / 2011. október 5.     |
| Martha nehezen dönti el, hogy elfogadja-e House invitálását a direkt neki kiírt rezidensi állásba. Eközben megharcol egy fiatal lány életéért, s emiatt csalni és hazudni kényszerül. |                                                  |                                                                                                |                                          |
| 20 | Changes / Változások                             | Teratoma                                                                                       | 2011. május 2. / 2011. október 12.       |
| Cuddy anyja azzal fenyegetőzik, hogy beperli a klinikát, Cuddy pedig arra kéri House-t, hogy segítsen leszerelni a furcsán viselkedő asszonyt – ebből persze taktikák és ellentaktikák sora bontakozik ki. Eközben a lottónyertes régi szerelmét keresi az unokatestvére segítségével, amikor rosszul lesz. |                                                  |                                                                                                |                                          |
| 21 | The Fix / A napi betevő                          | Kantaridinmérgezés (Wendy), Glomus tumor okozta kóros idegcsomó (Terry)                        | 2011. május 9. / 2011. október 19.       |
| Egy bombakészítő tudós betegsége okoz fejtörést a csapatnak, miközben House és Wilson – folytatva gyerekes játékaikat – egy boxmeccs miatti fogadáson vitázik. House rájön, mitől veszített az ökölvívó, 13 viszont azt tudja meg, hogy House fokozódó fájdalma miatt kísérleti gyógyszerrel lövi magát. |                                                  |                                                                                                |                                          |
| 22 | After Hours / Túlórázás                          | Entamoeba                                                                                      | 2011. május 16. / 2011. október 26.      |
| 13-ast egyik volt rabtársa látogatja meg. Megsérült, de nem akar kórházba menni. Chase bevonásával 13-as lakásában próbálja ellátni. House elmegy a laborba, ahol a patkányok már meghaltak... |                                                  |                                                                                                |                                          |
| 23 | Moving On / Továbblépés                          | Wegener granulomatózis                                                                         | 2011. május 23. / 2011. november 2.      |
| House még a lábadozik. Cuddy rendezné a viszonyát House-zal... |                                                  |                                                                                                |                                          |